# Célula B de transición
Las células B de transición son linfocitos B en una etapa intermedia en su desarrollo entre las células inmaduras de la médula ósea y las células B maduras en el bazo. El desarrollo primario de células B tiene lugar en la médula ósea, donde las células B inmaduras deben generar un receptor funcional de células B (BCR) y superar la selección negativa inducida por la reactividad con autoantígenos. Las células transicionales se pueden encontrar en la médula ósea, la sangre periférica y el bazo, y solo una fracción de las células B inmaduras que sobreviven después de la etapa de transición se convierten en células B maduras en órganos linfoides secundarios como el bazo. 

## Característica de las células de transición
El término "célula B de transición" se usó por primera vez en ratones en 1995 para las células que son intermedias en el desarrollo entre las células del linaje B de la médula ósea inmadura y las células B completamente maduras en la sangre periférica y los tejidos linfoides secundarios. Se postula que las células de transición, después de abandonar la médula ósea, se someten a controles periféricos para evitar la producción de autoanticuerpos. Las células B transitorias que sobreviven a la selección contra la autorreactividad se desarrollan eventualmente en células B naive. Dado el hecho de que solo una pequeña fracción de células B inmaduras sobrevive a la transición a la etapa madura naive, se cree ampliamente que el compartimento de transición de las células B representa un punto de control de selección negativa clave para las células B autorreactivas. Todas las células B de transición tienen un alto contenido de antígeno termoestable (HSA) en relación con sus homólogos maduros y expresan los marcadores de superficie fenotípicos AA4.

## T1 y T2
Hay dos etapas de transición para las células B en el ratón, T1 y T2, con la etapa T1 desde su migración desde la médula ósea hasta su entrada en el bazo, y la etapa T2 dentro del bazo donde se desarrollaron en células B maduras. Como en el ratón, se pueden encontrar células de transición humanas en la médula ósea, la sangre periférica y el bazo. Sin embargo, en contraste con los modelos matizados propuestos en el ratón, hasta ahora los estudios en humanos han descrito, en general, una población bastante homogénea de células B de transición (T1/T2) definidas por la expresión de altos niveles de CD24, CD38 y CD10.
En general, existe un acuerdo general sobre los marcadores utilizados para separar las subpoblaciones, aunque existen algunas diferencias en el número de subgrupos y en las características funcionales de la población T2. Las células B T1 se distinguen de los otros subconjuntos por las siguientes características de marcador de superficie: son IgMhi IgD- CD21- CD23-, mientras que las células T2 B retienen altos niveles de IgM de superficie pero también son IgD+ CD21+ y CD23+. Las diferencias en las características funcionales de la subpoblación T2 informadas por diferentes laboratorios no se explican, aunque podrían deberse a diferencias en las estrategias de aislamiento. En cualquier caso, hay consenso en que las células B T2 difieren claramente funcionalmente de las células B T1.